# 桃園市立東興國民中學
桃園市立東興國民中學（英文全稱：Dong Sing Junior High School，英文簡稱：DSJHS），簡稱東興國中、東興，位於台灣桃園市中壢區，於1985年成立。

## 歷史
- 1980年：成立桃園縣立東興國民中學籌備處。
- 1985年：成立桃園縣立東興國民中學，招收國一新生10班，並暫借龍岡國小及信義國小校舍兩地教學，1至6班於龍岡國小上課，7至10班於信義國小上課。
- 1987年：新建校舍落成，遷入現址上課。
- 1999年：學區內成立龍興國中，總班級數維持在80多班，平均每個年級28-29班。
- 2000年：奉准成立舞蹈班，培植桃園縣南區舞蹈方面資賦優異專業人才。
- 2005年：解除髮禁。
- 2014年：12月25日，因應桃園縣升格改制為直轄市，更名為桃園市立東興國民中學。

## 歷任校長
| 任期 | 姓名         | 任職日期  | 離職日期  | 備註                                                       |
| ---- | ------------ | --------- | --------- | ---------------------------------------------------------- |
| 1    | 姜仁倫先生   | 1985年8月 | 1991年7月 | 原桃園縣立觀音國民中學校長轉任，屆齡退休。                 |
| 2    | 范姜文政先生 | 1991年8月 | 1999年7月 | 原桃園縣立龍潭國民中學校長轉任，屆齡退休。                 |
| 3    | 賴永清先生   | 1999年8月 | 2002年7月 | 原桃園縣立大成國民中學校長轉任，調任桃園縣立南崁高級中學。 |
| 4    | 陳國維先生   | 2002年8月 | 2010年7月 | 原桃園縣立平南國民中學校長轉任，調任桃園縣立平鎮國民中學。 |
| 5    | 鍾禮章先生   | 2010年8月 | 2013年7月 | 原桃園縣立福豐國民中學校長轉任，屆齡退休。                 |
| 6    | 周素娥女士   | 2013年8月 | 2021年7月 | 原桃園縣立龍潭國民中學校長轉任，任滿退休。                 |
| 7    | 林祺文先生   | 2021年8月 | 2024年1月 | 原桃園市立內壢國民中學校長轉任，任內退休。                 |
| 8    | 鐘啟哲先生   | 2024年8月 | 現任      | 原桃園市立武漢國民中學校長轉任。                           |

## 學區
- 信義里、正義里、普仁里、普強里、普忠里（第1－18鄰）
- 明德里、仁美里（第1－15、27－32鄰）
- 仁美里（第22－23、26鄰）【為東興國中、龍興國中、自強國中共同學區】
- 仁義里（第1－11鄰）
- 德義里（第1－15、20鄰）
- 仁愛里（第7、21－22鄰）
- 東興里（第1－3鄰）
- 健行里、林森里(第4－6、8鄰)
- 普慶里（全里）【為東興國中、龍興國中共同學區】[1]

## 學校週邊
- 健行科技大學
- 中原大學
- 信義國小
- 桃園捷運健行科技大學站
- 中壢車站
- 中壢站前商圈
- 清雲商圈
- 太平洋崇光百貨
- 中壢家商
- 新天地游泳池
- 桃園客運中壢公車站

## 外部連結
- 桃園市立東興國民中學網站 （页面存档备份，存于）
- 桃園市立東興國民中學的Facebook專頁